# Gangs of London
Gangs of London è una serie televisiva anglo-statunitense ideata da Gareth Evans e Matt Flannery. Vede come protagonisti Joe Cole, Sope Dirisu, Lucian Msamati, Michelle Fairley e Narges Rashidi e ha debuttato il 23 aprile 2020 su Sky Atlantic e il 1º ottobre seguente su AMC+.

## Trama
Londra. L'improvvisa morte di Finn Wallace, il criminale più influente della città, provoca un vuoto di potere e l'inizio di uno scontro tra le gang che si contendono la gestione delle attività malavitose nella città. 
Con rivali da ogni parte, è compito dell'impulsivo Sean Wallace prendere il posto del padre e scoprire chi ne ha commissionato l'omicidio, con l'aiuto della famiglia Dumani controllata dal fedele collaboratore di Finn, Ed.
Tuttavia, l'assunzione del potere da parte di Sean causa ripercussioni nel mondo del crimine internazionale tra le strade di Londra coinvolgendo, tra le tante, la mafia albanese guidata da Luan Dushaj, i combattenti per la libertà curda, il cartello della droga pakistana e i nomadi gallesi.
A ciò si aggiunge l'arrivo di Elliot Finch che è un impiegato di basso livello della famiglia Wallace, ma che risulta essere anche un agente sotto copertura che sta collaborando alla costruzione di un caso contro la stessa famiglia Wallace.

## Episodi
| Stagione         | Episodi | Prima TV UK | Prima TV Italia |
| ---------------- | ------- | ----------- | --------------- |
| Prima stagione   | 9       | 2020        | 2020            |
| Seconda stagione | 8       | 2022        | 2022            |
| Terza stagione   | 8       | 2025        | 2025            |

## Personaggi e interpreti

### Principali
- Sean Wallace (stagioni 1-3), interpretato da Joe Cole, doppiato da Alessandro Fattori (stagioni 1-2) e da Davide Perino (stagione 3).
Figlio maggiore di Finn e Marian Wallace ed erede di un impero del crimine.
- Finn Wallace (stagione 1), interpretato da Colm Meaney, doppiato da Mario Scarabelli.
Capo di un'associazione di crimine organizzato a Londra.
- Alexander "Alex" Dumani (stagioni 1-2), interpretato da Paapa Essiedu, doppiato da Marcello Moronesi.
Figlio di Ed Dumani e mente finanziaria dell'organizzazione.
- Ed Dumani (stagioni 1-3), interpretato da Lucian Msamati, doppiato da Natale Ciravolo (stagioni 1-2) e da Dario Oppido (stagione 3).
Socio e braccio destro di Finn Wallace.
- Shannon Dumani (stagione 1-in corso), interpretata da Pippa Bennett-Warner, doppiata da Giuliana Atepi (stagioni 1-2) e da Gemma Donati.
Madre single e figlia di Ed Dumani che inizia una relazione con Elliot Finch.
- Marian Wallace (stagione 1-in corso), interpretata da Michelle Fairley, doppiata da Cristiana Rossi (stagioni 1-2) e da Francesca Fiorentini (stagione 3).
Moglie di Finn e madre di Sean, Billy e Jacqueline, sadica e vendicativa.
- Lale (stagione 1-in corso), interpretata da Narges Rashidi, doppiata da Stefania De Peppe (stagioni 1-2) e da Eleonora Reti (stagione 3).
Militante curda del PKK che importa e sovrintende la vendita di eroina a Londra.
- Billy Wallace (stagione 1-in corso), interpretato da Brian Vernel, doppiato da Daniel Magni (stagioni 1-2) e da Manuel Meli (stagione 3).
Figlio minore di Finn e Marian, dipendente da eroina.
- Elliot Carter / Finch (stagione 1-in corso), interpretato da Sope Dirisu, doppiato da Roberto Palermo (stagioni 1-2) e da Stefano Crescentini (stagione 3).
Alleato dei Wallace. In realtà è un poliziotto sotto copertura.
- Jacqueline Robinson (stagioni 1-2), interpretata da Valene Kane, doppiata da Deborah Magnaghi.
Figlia di Finn e Marian Wallace e medico di pronto soccorso. Si distanzia dai Wallace a causa dei loro legami col crimine organizzato, in quanto teme che questo potrebbe nuocere al futuro di suo figlio.
- Jevan Kapadia (stagione 1), interpretato da Ray Panthaki, doppiato da Claudio Moneta.
Punto di contatto dei misteriosi investitori, che vorrebbe puntare sul futuro dell'organizzazione dei Wallace.
- Luan Dushaj (stagione 1-in corso), interpretato da Orli Shuka, doppiato da Marcello Cortese (stagioni 1-2) e da Massimo De Ambrosis (stagione 3).
Capo della mafia albanese.
- Kinney Edwards (stagione 1), interpretato da Mark Lewis Jones, doppiato da Mario Zucca.
Capo di un gruppo di zingari i "viaggiatori gallesi".
- Victoria "Vicky" Chung (stagione 1), interpretata da Jing Lusi, doppiata da Ilaria Egitto.
Ispettore alla Greater London Police.
- Asif Afridi (stagioni 1-3), interpretato da Asif Raza Mir, doppiato da Cesare Rasini (stagioni 1-2) e da Pasquale Anselmo (stagione 3).
Boss pakistano dell'eroina e padre di Nasir Afridi.
- Basem Soudani (stagione 2), interpretato da Salem Kali, doppiato da Giuseppe Calvetti.
Boss della mafia algerina che vuole liberare la sua banda dal controllo degli Investitori.
- Hakim (stagione 2), interpretato da Aymen Hamdouchi, doppiato da Francesco Mei.
Braccio destro di Basem.
- Faz (stagioni 2-3), interpretato da Fady Elsayed, doppiato da Edoardo Lomazzi (stagione 2) e da Federico Talocci (stagione 3).
Nipote di Basem, fratello di Saba e membro diciottenne della banda algerina traumatizzato dal primo incontro con Koba.
- Koba (stagione 2), interpretato da Waleed Zuaiter, doppiato da Matteo Brusamonti.
Spietato boss della mafia georgiana assunto da Asif.
- Saba Soudani (stagioni 2-3), interpretata da Jahz Armando, doppiata da Flora Bonafede (stagione 2) e da Lucrezia Marricchi (stagione 3).
Nipote di Basem, sorella di Faz che lavora nel bar di suo zio ma sogna di diventare avvocato.
- Zeek Kimura (stagione 3), interpretato da Andrew Koji, doppiato da Emiliano Coltorti.
Enigmatico ed esperto assassino e figlio bastardo di Finn Wallace.
- Cornelius Quinn (stagione 3), interpretato da Richard Dormer, doppiato da Riccardo Scarafoni.
Fratello di Marian e leader di una banda irlandese.
- Simone Thearle (stagione 3), interpretata da T'Nia Miller, doppiata da Sabrina Duranti.
Neoeletta sindaca di Londra.

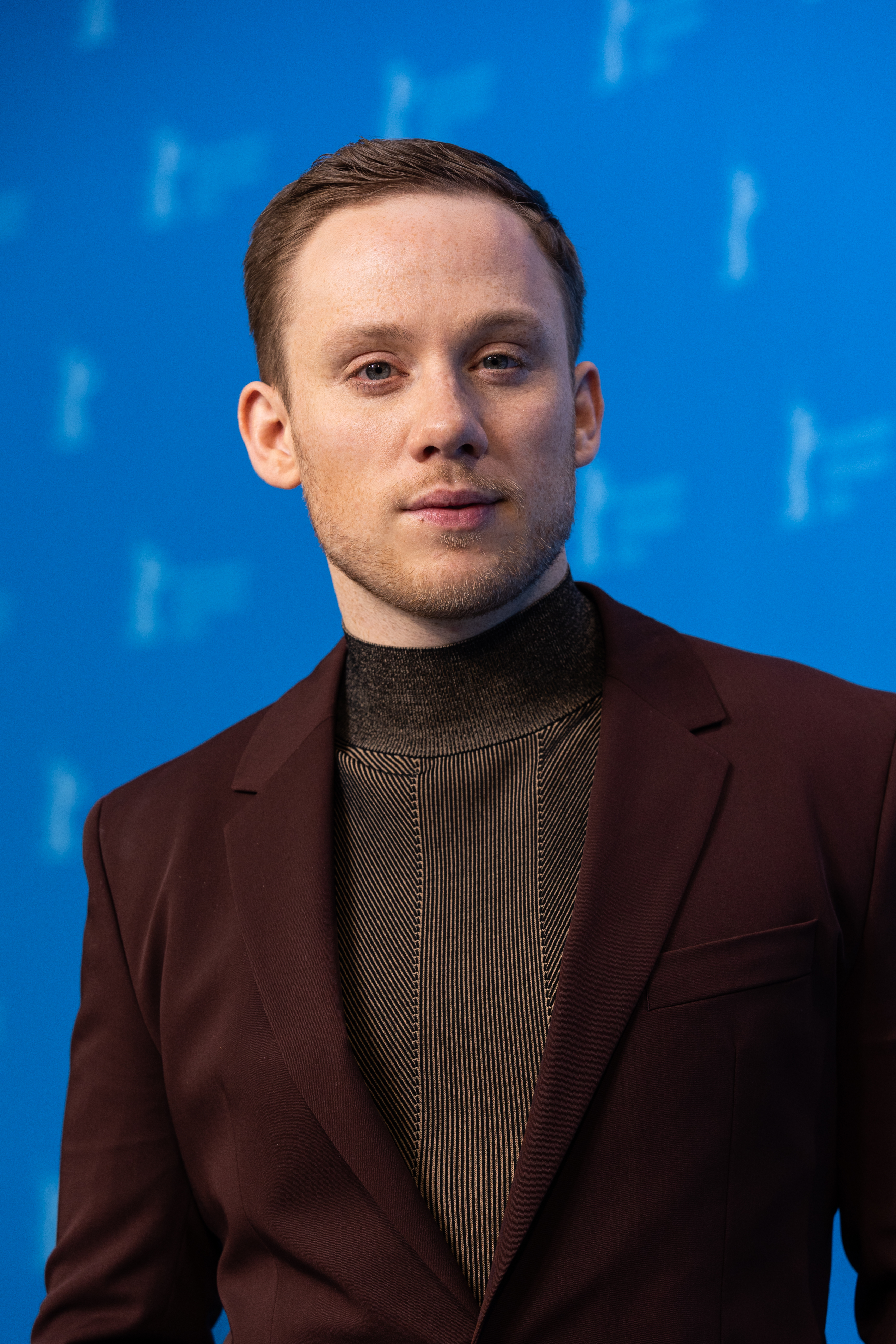
Joe Cole
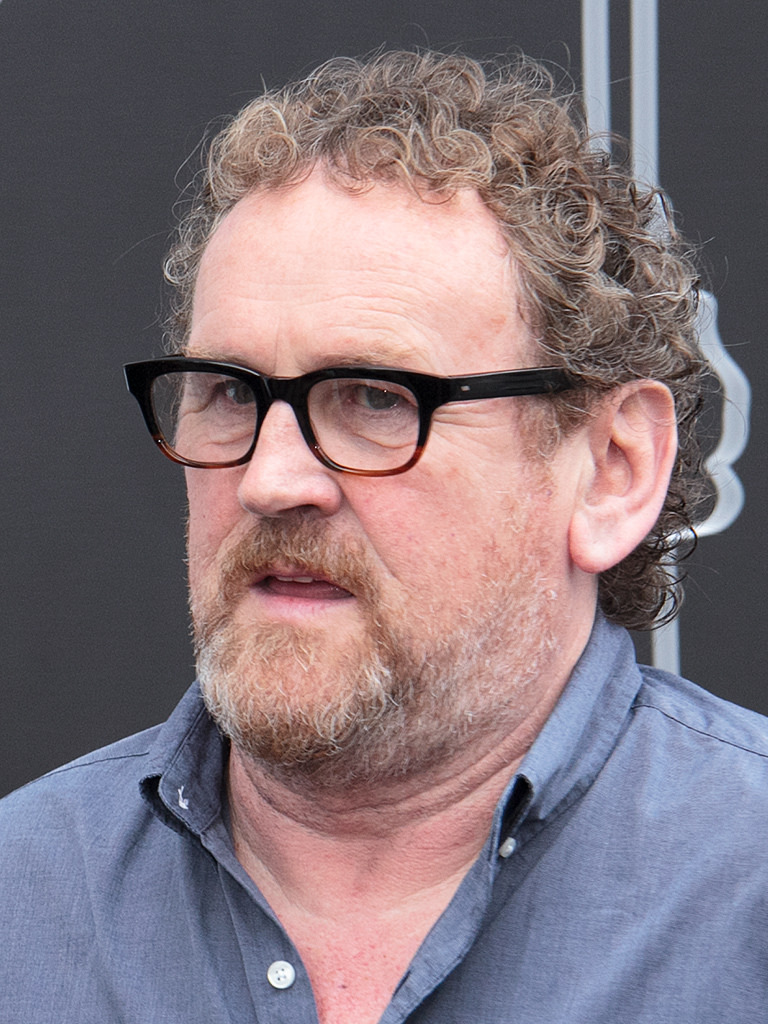
Colm Meaney
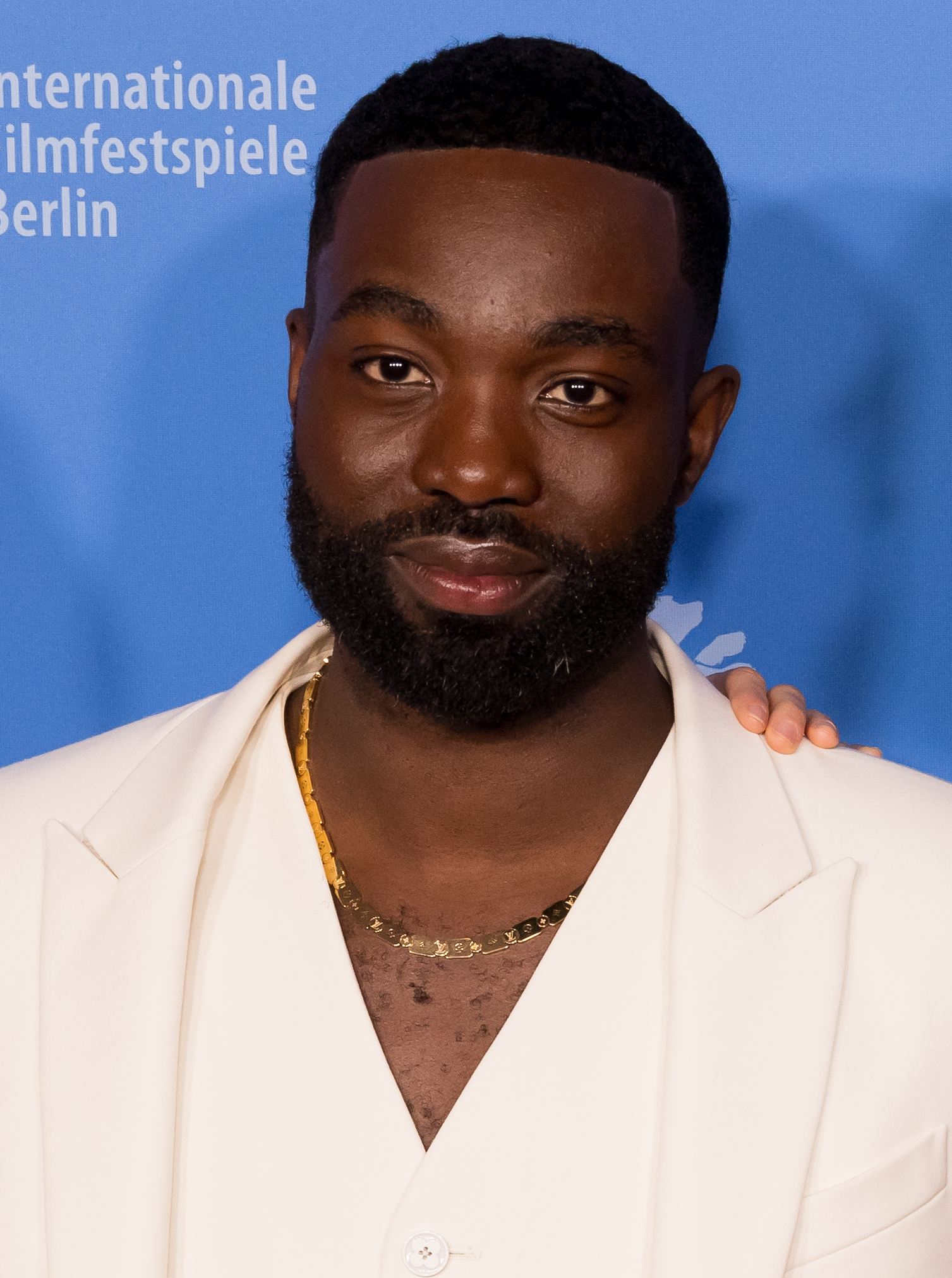
Paapa Essiedu
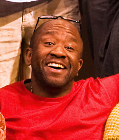
Lucian Msamati
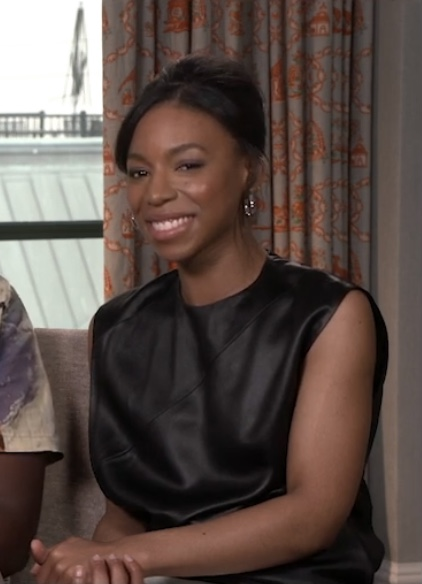
Pippa Bennett-Warner
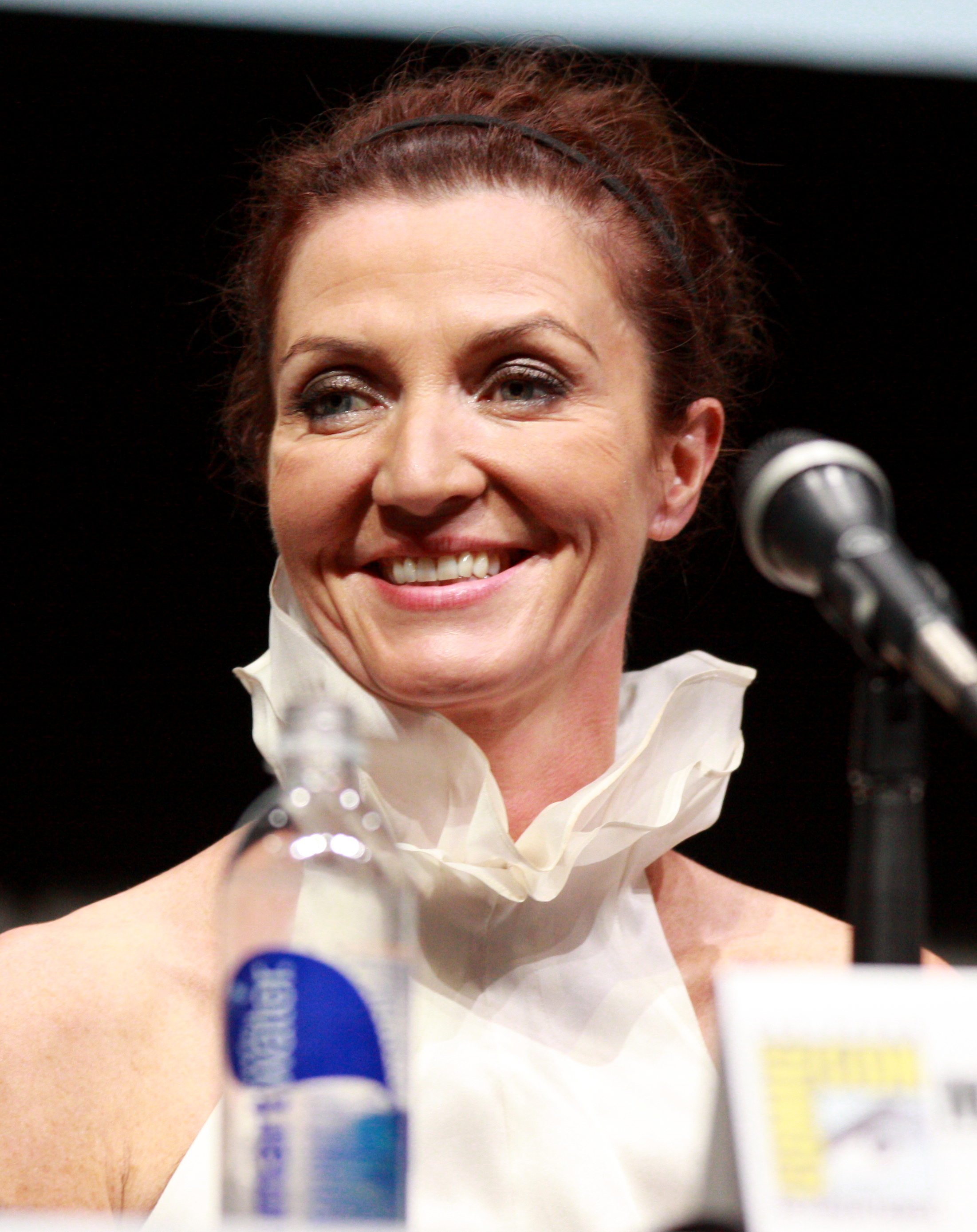
Michelle Fairley
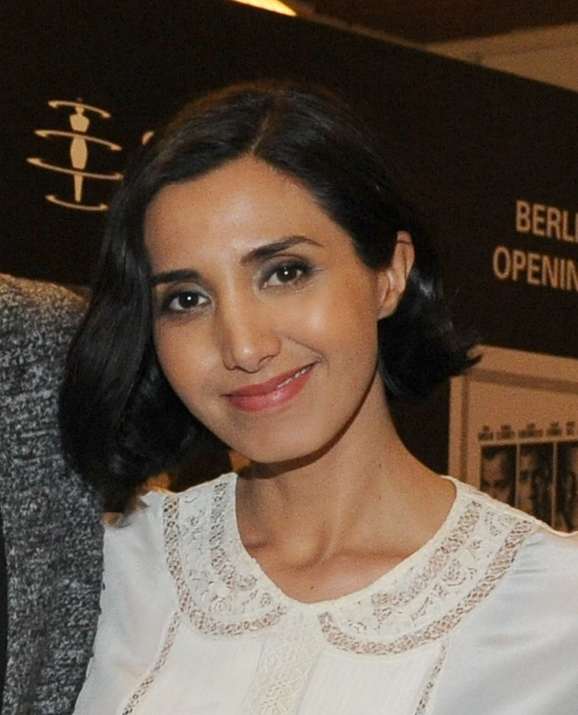
Narges Rashidi
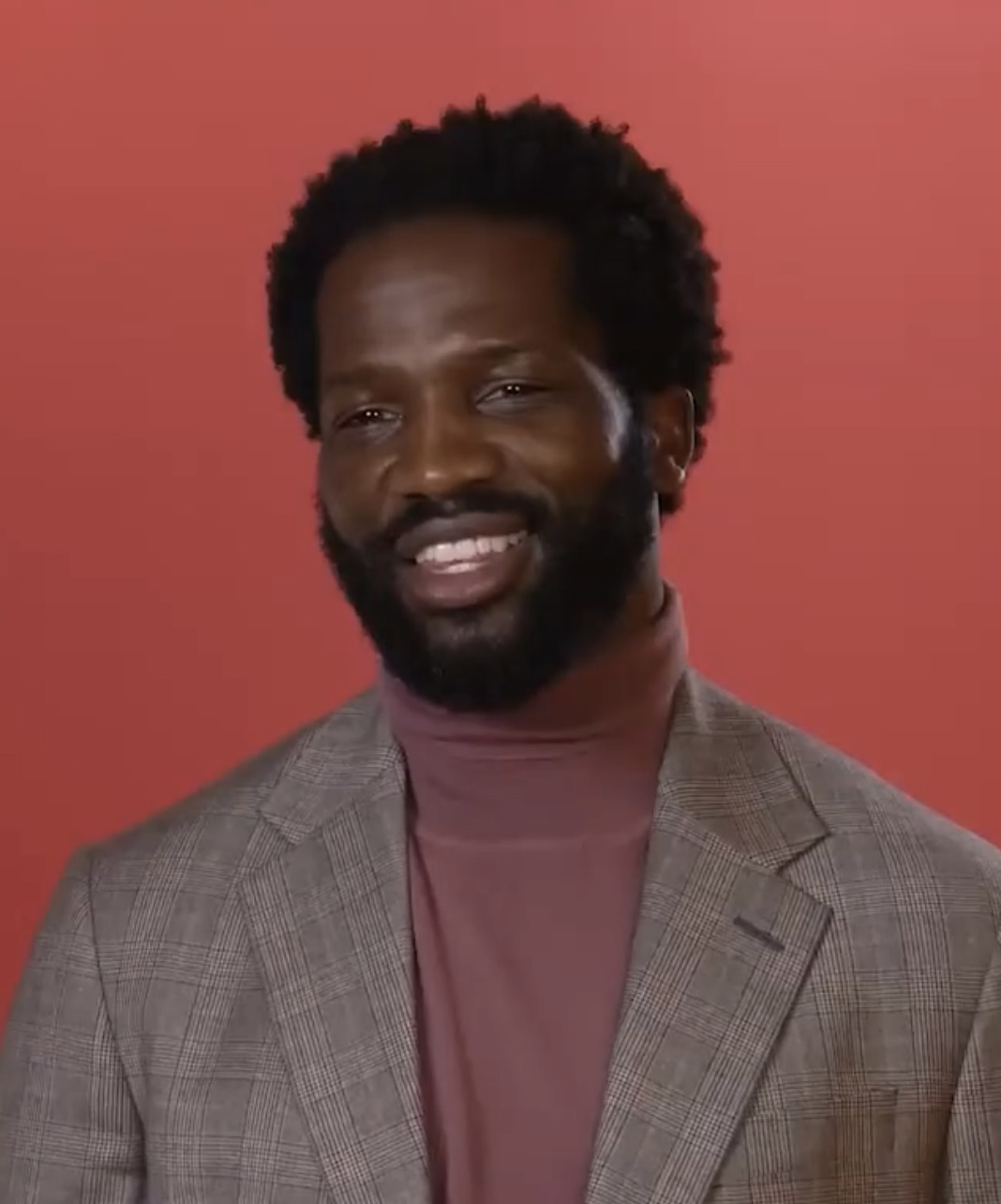
Sope Dirisu
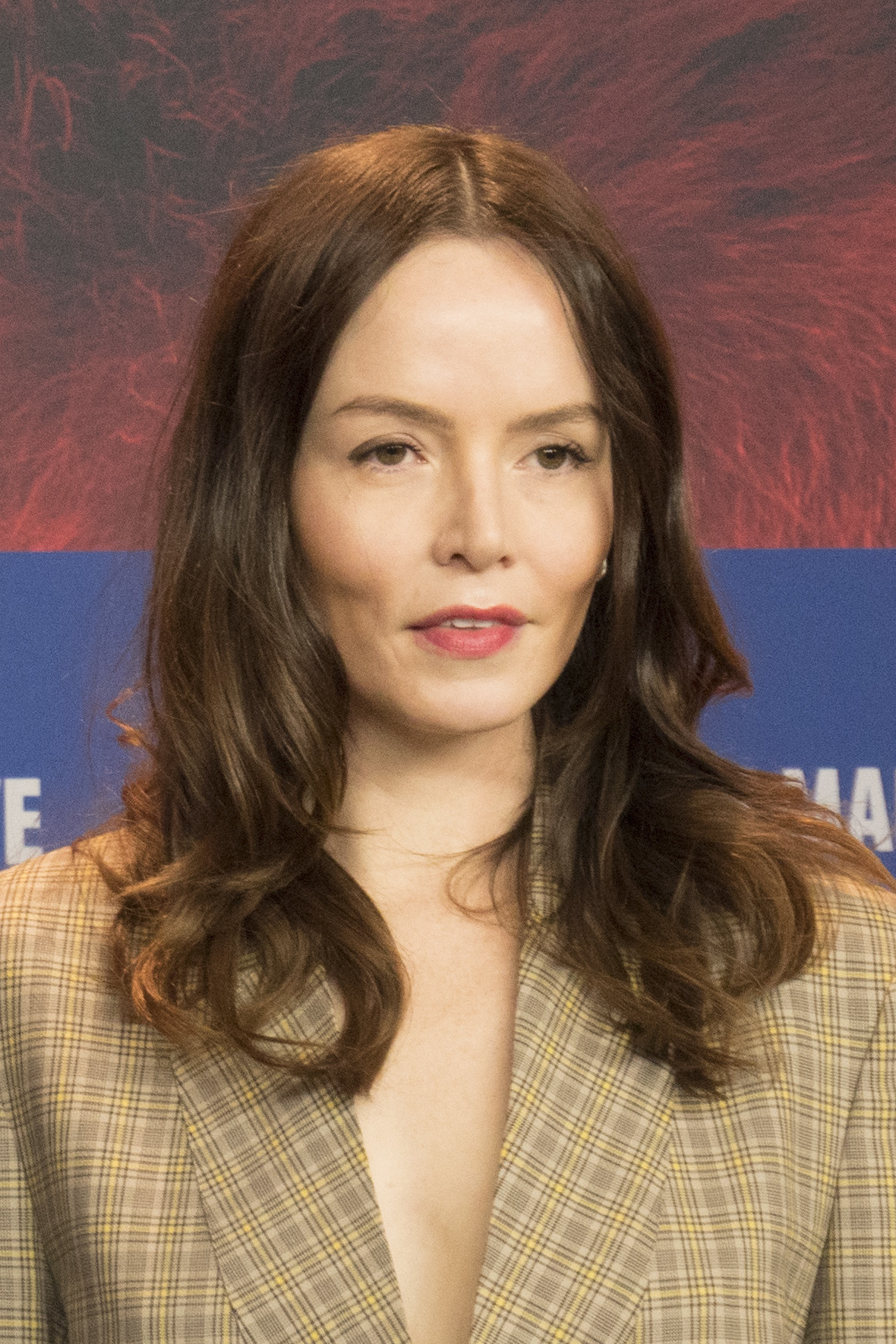
Valene Kane
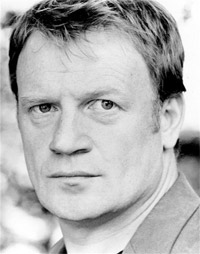
Mark Lewis Jones

### Ricorrenti
- Mark (stagione 1), interpretato da Adrian Bower, doppiato da Davide Fazio.
Alleato dei Wallace.
- Nasir Afridi (stagione 1), interpretato da Parth Thakerar, doppiato da Edoardo Lomazzi.
Politico in corsa per diventare sindaco di Londra e figlio di Asif Afridi.
- Danny Dumani, interpretato da Taye Matthew, doppiato da Gregorio Cattaneo della Volta.
Giovane figlio di Shannon.
- Tariq Gjelaj (stagione 1), interpretato da Nebli Basani, doppiato da Giorgio Longoni.
Braccio destro di Luan.
- Charlie Carter (stagioni 1-2), interpretato da Jude Akuwudike, doppiato da Alessandro Ferrara.
Ex pugile e padre di Elliot.
- John Harks (stagione 1), interpretato da Garry Cooper, doppiato da Massimiliano Lotti.
Ispettore capo nella Greater London Police.
- Kane (stagioni 1-2), interpretata da Amanda Drew, doppiata da Maddalena Vadacca.
Una degli investitori e enigmatica superiore di Jevan Kapadia.
- Anthony (stagione 1), interpretato da David Avery, doppiato da Francesco De Marco.
Agente di polizia che si infiltra nell’organizzazione dei Wallace dopo che la relazione di Elliot Finch con Shannon Dumani è stata rivelata.
- Mirlinda Dushaj (stagione 1-in corso), interpretata da Eri Shuka, doppiata da Renata Bertolas (stagioni 1-2) e da Valentina Mari (stagione 3).
Moglie di Luan Dushaj.
- Floriana (stagioni 1-2), interpretata da Arta Dobroshi, doppiata da Francesca Perilli (stagione 1) e da Federica Simonelli (stagione 2).
Amante albanese di Finn.
- Joseph Singer (stagione 2, guest stagione 1), interpretato da Cornell John, doppiato da Oliviero Corbetta.
Uomo misterioso che ha trascorso anni cercando di smantellare gli Investitori.
- Tamaz (stagione 2), interpretato da Rom Blanco, doppiato da Diego Baldoin.
Braccio destro di Koba.
- Afrim (stagione 2), interpretato da Andi Jashy, doppiato da Andrea Colombo Giardinelli.
Esecutore della mafia albanese.
- Merwan (stagioni 2-3), interpretato da Murat Erkek, doppiato da Dario Agrillo.
Nuovo secondo in comando e volto pubblico del PKK a Londra.
- Naomi Carter (stagione 3), interpretata da Evelyn Miller, doppiata da Giulia Franceschetti.
Moglie di Elliot, morta in un incidente d'auto.
- Henry Amiel (stagione 3), interpretato da Sebastian Armesto, doppiato da Federico Di Pofi.
Uno degli Investiori e funzionario governativo che consiglia Simone.
- Liam (stagione 3), interpretato da Tim McDonnell.
Capo delle forze di Marian e guardia del corpo.
- Artan (stagione 3), interpretato da Nikolaos Brahimllari.
Tenente della mafia albanese.

### Guest star
- Jack O'Doherty (stagioni 1, 3), interpretato da Emmett J. Scanlan, doppiato da Matteo Brusamonti.
Autista personale di Finn Wallace.
- Mal (stagione 1), interpretato da Richard Harrington, doppiato da Giuseppe Calvetti.
Nomade del Galles e tenente di Kinney Edwards.
- Darren Edwards (stagione 1), interpretato da Aled ap Steffan, doppiato da Alessandro Pili.
Figlio di Kinney Edward che viene inconsapevolmente assunto per uccidere Finn Wallace.
- Ioan (series 1), interpretato da Darren Evans, doppiato da Mosè Singh.
Amico di Darren e complice nell'assassinio Finn Wallace.
- Jim (stagioni 1, 3), interpretato da David Bradley, doppiato da Gianni Quillico (stagione 1) e da Fabrizio Temperini (stagione 3).
Esecutore in pensione dell'Organizzazione Wallace ed ex capo di Elliot.
- Cole (stagione 1), interpretato da Gordon Alexander.
Sicario assunto da Sean.
- Tove Fransen (stagione 1), interpretata da Laura Bach, doppiata da Maura Marenghi.
Socia di Leif e seconda in comando della sua unità mercenaria.
- Elira Dushaj (stagioni 1-2), interpretata da Azra Rexhepi.
Figlia maggiore di Luan e Mirlinda.
- Bukoroshe Dushaj (stagioni 1-2), interpretata da Chloe Sulaj, doppiata da Laura Cherubelli.
Figlia minore di Luan e Mirlinda.
- Evie (stagione 1), interpretata da Caroline Lee-Johnson.
Produttore di armi che impiega orfani adolescenti tra i suoi dipendenti.
- Sig. Jacobs (stagione 1), interpretato da Tim McInnerny.
Socio di Kane e uno degli Investitori.
- Darragh (stagione 2), interpretato da Ronan Raftery.
Giovane mercenario irlandese che lavora per Marian Wallace.
- Killian (stagione 2), interpretato da Louis Dempsey, doppiato da Mario Scarabelli.
Mercenario irlandese che lavora per Marian Wallace.
- Bibi Agostini (stagione 2), interpretata da Tamar Baruch.
Boss della droga francese di Parigi.
- Ronnie Devereux (stagione 3), interpretato da Phil Daniels, doppiato da Franco Mannella.
Operatore ecologico in pensione e marito di Deborah.
- Deborah Devereux (stagione 3), interpretata da Ruth Sheen, doppiata da Giò Giò Rapattoni.
Proprietaria di un pub che deve un debito a Finn Wallace per aver aiutato suo figlio.
- Ayesha (stagione 3), interpretata da Rina Mahoney.
Doula di Lale mentre è trattenuta a Lahore.
- Ray (stagione 3), interpretato da Mat Fraser, doppiato da Alberto Bognanni.
Proprietario di un negozio di strumenti musicali che vende armi sottobanco.
- Emi Kimura (stagione 3), interpretata da Akiko Hitomi.
Anziana madre di Zeek ed ex amante di Finn Wallace.
- Isobel Vaughn (stagione 3), interpretata da Janet McTeer, doppiata da Alessandra Korompay.
Una degli Investitori e leader di un'organizzazione internazionale di produzione di droghe.

## Produzione
La prima stagione è stata co-prodotta con il canale via cavo statunitense Cinemax che avrebbe dovuto trasmettere la serie in contemporanea a Sky Atlantic nel Regno Unito. Tuttavia, attraverso una dichiarazione nel gennaio 2020 da parte dei dirigenti e della compagnia WarnerMedia, viene annunciato il ridimensionamento del palinsesto offerto da Cinemax. I produttori iniziarono le negoziazioni per trasferire la serie ad un'altra emittente statunitense, con l'autorizzazione da parte di Cinemax. Successivamente, AMC ha firmato un accordo per i diritti di trasmissione negli Stati Uniti d'America, divenendo in tal modo anche co-produttori della serie a partire dalla seconda stagione.
Nel giugno 2020 la serie è stata rinnovata per una seconda stagione. Le riprese della seconda stagione sono iniziate nel giugno 2021.
Il 29 novembre 2022 Sky ha rinnovato la serie per una terza stagione, la cui produzione è incominciata nell'ottobre 2023.

### Casting
Nel dicembre 2018 è stato annunciato il cast della prima stagione composto da: Joe Cole, Sope Dirisu, Lucian Msamati, Michelle Fairley, Mark Lewis Jones, Narges Rashidi, Jing Lusi, Pippa Bennett-Warner, Brian Vernel, Orli Shuka, Richard Harrington, Jude Akuwudike e Emmett J. Scanlan. Nel marzo 2019 si sono aggiunti anche Colm Meaney, Paapa Essiedu, David Bradley, Adrian Bower, Valene Kane, Ray Panthaki, Darren Evans, Garmon Rhys, Serena Kennedy, Aksel Üstün, Kwong Loke e Constantine Gregory. Nel maggio 2021 Waleed Zuaiter è entrato nel cast della seconda stagione. Nel mese seguente sono stati rivelati Jasmine Armando, Salem Kali, Aymen Hamdouchi e Fady El-Sayed. Nel novembre 2023 viene confermato che Andrew Koji, Richard Dormer e T'Nia Miller si sarebbero aggiunti al cast della terza stagione.

## Distribuzione
La prima stagione è stata distribuita nel Regno Unito dal 23 aprile 2020 su Sky Atlantic e negli Stati Uniti sulla piattaforma di streaming AMC+ dal 1º ottobre dello stesso anno. In Italia è stata trasmessa dal 6 luglio 2020 su Sky Atlantic e solo il primo episodio anche in chiaro, su TV8.
La seconda stagione ha esordito il 20 ottobre 2022 nel Regno Unito, il 17 novembre dello stesso anno negli Stati Uniti e il 26 ottobre in Italia.
La terza stagione è stata trasmessa nel Regno Unito dal 20 marzo 2025 mentre in Italia dal 18 aprile seguente.

### Edizione italiana
Nelle prime due stagioni, la direzione del doppiaggio è a cura di Marcello Cortese, su dialoghi dello stesso Cortese e Gianandrea Muià, per conto di Dream & Dream. Nella terza stagione, la direzione del doppiaggio è stata affidata a Fabrizio Temperini, su dialoghi di Valerio Piccolo, per conto di Studio Emme.

## Accoglienza

### Critica

#### Stagione 1
La prima stagione ha ricevuto recensioni positive dalla critica. Rotten Tomatoes riporta il 91% delle recensioni professionali positive, con un voto medio di 7,80 su 10 basato su 32 critiche. Il consenso critico del sito web indica: «Un capolavoro moderno di una famiglia criminale, Gangs of London costruisce il proprio impero sopra un sicuro territorio mafioso, completato da una storia drammatica coinvolgente, azione esaltante e ottime interpretazioni di tutto il cast.» Metacritic, invece, ha assegnato un punteggio di 70 su 100 basato su 15 recensioni, indicando "recensioni generalmente favorevoli".

#### Stagione 2
La seconda stagione ha ricevuto recensioni generalmente positive dalla critica. Rotten Tomatoes riporta il 81% delle recensioni professionali positive con un voto medio di 7,40 su 10 basato su 16 critiche. Il consenso critico del sito web indica: «La seconda stagione di Gangs of London a volte può rasentare tanta profondità e ira che non significano nulla, ma gli appassionati delle serie di azione e dall'atteggiamento spavaldo dovrebbero rimanerne soddisfatti.» Metacritic, invece, ha assegnato un punteggio di 61 su 100 basato su 8 recensioni, indicando "recensioni generalmente favorevoli".

#### Stagione 3
La terza stagione ha ricevuto recensioni generalmente positive dalla critica. Rotten Tomatoes riporta il 80% delle recensioni professionali positive con un voto medio di 6,40 su 10 basato su 5 critiche. Metacritic ha assegnato un punteggio di 64 su 100 basato su 4 recensioni, indicando "recensioni generalmente favorevoli".

## Altri media
Un romanzo a fumetti basato sulla serie, ambientato tra la prima e la seconda stagione e intitolato A Gangs of London Story: Ghosts, scritto da Corin Hardy e Rowan Athale e illustrato da Ferenc Nothof, è stato pubblicato digitalmente su Den of Geek il 15 dicembre 2022.